# Diocesi di Caçador
La diocesi di Caçador (in latino Dioecesis Captatoropolitana) è una sede della Chiesa cattolica in Brasile suffraganea dell'arcidiocesi di Chapecó. Nel 2023 contava 300.843 battezzati su 408.324 abitanti. È retta dal vescovo Cleocir Bonetti.

## Territorio
La diocesi comprende 23 comuni dello stato brasiliano di Santa Catarina: Caçador, Arroio Trinta, Bela Vista do Toldo, Calmon, Canoinhas, Fraiburgo, Iomerê, Irineópolis, Macieira, Major Vieira, Matos Costa, Monte Castelo, Lebon Régis, Papanduva, Pinheiro Preto, Porto União, Rio das Antas, Salto Veloso, Santa Cecília, Timbó Grande, Três Barras, Treze Tílias e Videira.
Sede vescovile è la città di Caçador, dove si trova la cattedrale di San Francesco d'Assisi.
Il territorio si estende su una superficie di 12.398 km² ed è suddiviso in 25 parrocchie.

## Storia
La diocesi è stata eretta il 23 novembre 1968 con la bolla Ut suorum fidelium di papa Paolo VI, ricavandone il territorio dalla diocesi di Lages.
Il 12 giugno 1975 ha ceduto una porzione del suo territorio a vantaggio dell'erezione della diocesi di Joaçaba.
Originariamente suffraganea dell'arcidiocesi di Florianópolis, il 5 novembre 2024 è entrata a far parte della provincia ecclesiastica di Chapecó.

## Cronotassi dei vescovi
Si omettono i periodi di sede vacante non superiori ai 2 anni o non storicamente accertati.
- Orlando Octacílio Dotti, O.F.M.Cap. (12 marzo 1969 - 1º aprile 1976 nominato vescovo di Barra)
- João Oneres Marchiori † (25 gennaio 1977 - 18 aprile 1983 nominato vescovo coadiutore di Lages)
- Luiz Colussi † (5 dicembre 1983 - 4 dicembre 1996 deceduto)
- Luíz Carlos Eccel (18 novembre 1998 - 24 novembre 2010 dimesso)
- Severino Clasen, O.F.M. (6 luglio 2011 - 1º luglio 2020 nominato arcivescovo di Maringá)
- Cleocir Bonetti, dal 30 giugno 2021

## Statistiche
La diocesi nel 2023 su una popolazione di 408.324 persone contava 300.843 battezzati, corrispondenti al 73,7% del totale.
| anno | popolazione | popolazione | popolazione | presbiteri | presbiteri | presbiteri | presbiteri                | diaconi | religiosi | religiosi | parrocchie |
| anno | battezzati  | totale      | %           | numero     | secolari   | regolari   | battezzati per presbitero | diaconi | uomini    | donne     | parrocchie |
| ---- | ----------- | ----------- | ----------- | ---------- | ---------- | ---------- | ------------------------- | ------- | --------- | --------- | ---------- |
| 1970 | 220.000     | 250.000     | 88,0        | 50         | 9          | 41         | 4.400                     | 3       | 55        | 193       | 19         |
| 1976 | 210.000     | 236.400     | 88,8        | 47         | 9          | 38         | 4.468                     | 1       | 51        | 142       | 22         |
| 1980 | 238.000     | 265.000     | 89,8        | 43         | 8          | 35         | 5.534                     | 1       | 51        | 121       | 22         |
| 1990 | 340.000     | 380.000     | 89,5        | 40         | 14         | 26         | 8.500                     | 1       | 37        | 135       | 22         |
| 1999 | 280.704     | 350.430     | 80,1        | 43         | 25         | 18         | 6.528                     | 2       | 29        | 84        | 22         |
| 2000 | 285.700     | 360.509     | 79,2        | 41         | 22         | 19         | 6.968                     | 2       | 37        | 75        | 22         |
| 2001 | 273.070     | 353.181     | 77,3        | 37         | 21         | 16         | 7.380                     | 2       | 31        | 83        | 22         |
| 2002 | 278.057     | 354.161     | 78,5        | 37         | 23         | 14         | 7.515                     |         | 24        | 74        | 23         |
| 2003 | 275.087     | 350.000     | 78,6        | 43         | 28         | 15         | 6.397                     |         | 39        | 71        | 23         |
| 2004 | 279.906     | 350.919     | 79,8        | 44         | 30         | 14         | 6.361                     |         | 43        | 81        | 23         |
| 2006 | 286.000     | 376.000     | 76,1        | 43         | 30         | 13         | 6.651                     |         | 37        | 89        | 24         |
| 2013 | 343.000     | 408.000     | 84,1        | 50         | 39         | 11         | 6.860                     |         | 34        | 80        | 25         |
| 2016 | 352.000     | 417.000     | 84,4        | 47         | 33         | 14         | 7.489                     | 1       | 36        | 68        | 25         |
| 2019 | 297.133     | 402.486     | 73,8        | 67         | 52         | 15         | 4.434                     | 1       | 38        | 53        | 25         |
| 2021 | 302.442     | 412.833     | 73,3        | 65         | 50         | 15         | 4.652                     | 1       | 38        | 53        | 25         |
| 2023 | 300.843     | 408.324     | 73,7        | 60         | 51         | 9          | 5.014                     | 1       | 11        | 53        | 25         |